# Euryzygomatomys spinosus
Euryzygomatomys spinosus és una espècie de mamífer rosegador de la família de les rates espinoses. Viu al sud i l'est del Brasil, el nord-est de l'Argentina i el Paraguai. Els seus hàbitats naturals són els herbassars humits del sud de la regió del cerrado a l'estat brasiler de Minas Gerais, així com els boscos de la Mata Atlàntica d'Espírito Santo (Brasil), l'Argentina i el Paraguai. Entre altres llocs, se la pot trobar al Parc Nacional del Caparaó. És una espècie en risc mínim, és a dir, no sembla que hi hagi cap amenaça significativa per a la seva supervivència.
Mesura 195 mm de llargada corporal, amb una cua de 50 mm i un pes de 188 g. Té les orelles curtes i la cua més curta que la de les espècies de Clyomys, de les quals també es diferencia per la seva mandíbula més llarga i les incisives de mida més gran.